# Phyllodytes
A Phyllodytes  a kétéltűek (Amphibia) osztályába a békák (Anura) rendjébe és a levelibéka-félék (Hylidae) családjába tartozó nem.

## Rendszerezés
A nembe az alábbi 12 faj tartozik.
- Phyllodytes acuminatus Bokermann, 1966
- Phyllodytes amadoi Vörös, Dias & 2017
- Phyllodytes brevirostris Peixoto & Cruz, 1988
- Phyllodytes edelmoi Peixoto, Caramaschi & Freire, 2003
- Phyllodytes gyrinaethes Peixoto, Caramaschi & Freire, 2003
- Phyllodytes kautskyi Peixoto & Cruz, 1988
- Phyllodytes luteolus (Wied-Neuwied, 1821)
- Phyllodytes maculosus Cruz, Feio & Cardoso, 2007
- Phyllodytes magnus Dias, Novaes-e-Fagundes, Mollo, Zina, Garcia, Recoder, Vechio, Rodrigues & Solé, 2020
- Phyllodytes megatympanum Marciano, Lantyer-Silva & Solé, 2017
- Phyllodytes melanomystax Caramaschi, Silva & Britto-Pereira, 1992
- Phyllodytes praeceptor Orrico, Dias & Marciano, 2018
- Phyllodytes punctatus Caramaschi & Peixoto, 2004
- Phyllodytes tuberculosus Bokermann, 1966
- Phyllodytes wuchereri (Peters, 1873)